# 帕斯卡尔·利苏巴
帕斯卡尔·利苏巴（法語：Pascal Lissouba，1931年11月15日—2020年8月24日）是剛果共和國第一位民選總統，於1992年8月31日至1997年10月15日期間統治剛果共和國。然而在1997年爆發剛果共和國內戰後，他遭到現任德尼·薩蘇-恩格索所率領的軍隊推翻。